# Álvaro Uribe
Pour les articles homonymes, voir Uribe.
Álvaro Uribe Vélez, né le 4 juillet 1952 à Medellín (Antioquia), est un homme d'État colombien de droite, président de la République de 2002 à 2010.
Sénateur de 1986 à 1994, il est élu président de la République en 2002 et réélu en 2006. Sa présidence est principalement marquée par sa lutte contre les Forces armées révolutionnaires de Colombie (FARC), des relations difficiles avec le Venezuela, et de nombreuses controverses afférentes à ses rapports, et à ceux de ses proches, avec le narcotrafic ou le paramilitarisme.
Fondateur et dirigeant du Centre démocratique à partir de 2013, il redevient sénateur en 2014, et continue à exercer une influence importante sur la vie politique colombienne, notamment lors du référendum de 2016 sur l’accord de paix avec les FARC et lors de l’élection présidentielle de 2018, qui voit la victoire de son candidat, Iván Duque.
Il est condamné à douze ans d'assignation à résidence en 2025 pour subornation de témoins.

## Biographie

### Famille et formation
Avocat de profession, Álvaro Uribe a étudié à l'université d'Antioquia avec des études de spécialisation en administration et en gestion à l'Harvard University Extension School. Il a ensuite fait des études à l'université d'Oxford, où il est nommé Senior Associate Member at the Saint Antony's College en 1998.
Il est marié à Lina Moreno avec laquelle il a deux fils : Tomás et Jerónimo.
Son père, qui servait de prête-nom pour couvrir certaines activités du cartel de Medellín et entretenait possiblement une milice paramilitaire, a été assassiné par les FARC en 1983 lors de l'assaut de son hacienda. Il se rend immédiatement sur les lieux, dans un hélicoptère appartenant à Pablo Escobar. Lui-même survécut à plusieurs attentats, dont un à la voiture piégée lorsqu'il était candidat à la présidence colombienne le 16 avril 2002, attentat qui a fait deux morts et une vingtaine de blessés.

### Premières fonctions politiques
Uribe commence sa carrière politique avec le Parti libéral et est nommé en octobre 1982 maire de Medellin par Belisario Betancur (les maires des grandes villes de Colombie étaient autrefois non élus). Cependant, il est destitué de sa fonction en février 1983, cinq mois seulement après sa nomination, pour avoir vraisemblablement participé à une réunion des cadres du cartel de la ville avec Pablo Escobar, les frères Ochoa, Carlos Lehder et Gonzalo Gacha .
Il est ensuite sénateur, de 1986 à 1994, et gouverneur de la région d'Antioquia de 1995 à 1997. Il entreprend notamment depuis cette dernière fonction de promouvoir et de mettre en œuvre les CONVIVIR (milices privées assimilables à des paramilitaires) qui seront néanmoins déclarées anticonstitutionnelles en 1996 et partiellement désarmées, d'autres rejoignant les Autodéfenses unies de Colombie (AUC).

### Président de la République
Il se retire du parti libéral en 2001 pour se présenter en candidat indépendant à la présidentielle de 2002. Il est élu dès le premier tour le 26 mai avec 53 % des voix et 48 % de taux de participation, ce qui tend à montrer que la population est séduite par son langage de fermeté à l'égard des groupes armés illégaux et par sa volonté affirmée de rétablir l'autorité de l'État sur l'ensemble du territoire à travers une politique qualifiée de « sécurité démocratique ». Il est cependant soutenu par les paramilitaires, qui dans les zones rurales ont ordonné aux paysans de voter pour lui. Son élection en fait le premier président élu sans étiquette de Colombie.
Son premier gouvernement comprend treize ministères. Il compte six femmes, qui occupent notamment les postes clés de la Défense et des Affaires étrangères. Soutenu par un « Plan Colombie » financé par les États-Unis, Uribe poursuit la politique entreprise sous son prédécesseur Andrés Pastrana donnant préséance au renforcement militaire sur tout autre aspect de la politique gouvernementale. Pour mettre en œuvre ce programme de « sécurité démocratique », le budget de la Défense est fortement rehaussé grâce à un impôt nouvellement instauré qui lui est entièrement destiné et par le gel des salaires des fonctionnaires. 30 000 soldats professionnels sont ainsi recrutés et un réseau de surveillance citoyenne d'un million de personnes est constitué. Cette deuxième mesure suscite des critiques de l'opposition, qui considère qu'il s’agit d'une politique de délation de grande envergure et s'inquiète des éventuelles bavures qui pourraient en découler.
Les élections parlementaires (Chambre des représentants et Sénat) du 12 mars 2006 donnent à la coalition favorable au président Álvaro Uribe une majorité absolue au Sénat (61 sièges sur 102) ainsi qu'à la Chambre des représentants (91 sièges sur 166). Le premier tour de l'élection présidentielle, qui a lieu le 28 mai 2006 et qui est marqué par un taux de participation de l'ordre de 44 %, voit sa réélection avec 62,2 % des voix, face au candidat du Pôle Démocratique Alternatif (PDA - gauche), Carlos Gaviria Díaz (es) qui obtient 22 % des voix, et au candidat officiel du parti libéral, Horacio Serpa qui obtient près de 12 % des voix. Il est ainsi devenu le premier président colombien depuis un siècle à être réélu pour un second mandat (jusqu'à sa révision en 2004 la constitution colombienne n'accordait l'exercice que d'un seul mandat présidentiel), ainsi que le président le mieux élu de l'histoire de son pays. Ces élections ont mis en lumière l'affaiblissement des deux partis « historiques » du bipartisme colombien. En 2002 comme en 2006 le Parti conservateur n'a d'ailleurs pas présenté de candidats, préférant se situer dans le sillage du président sortant ; le Parti libéral est quant à lui apparu comme l'un des grands perdants de l'élection présidentielle de 2006.

#### Politique de sécurité intérieure
Álvaro Uribe tient une ligne dure contre les Forces armées révolutionnaires de Colombie (FARC, organisation armée d'extrême-gauche), refusant le dialogue et préférant miser sur une solution exclusivement militaire pour achever le conflit. Pour écraser la guérilla , il s'appuie notamment sur les paramilitaires des Autodéfenses unies de Colombie (AUC, extrême-droite), qui fonctionnent comme une force auxiliaire de l'armée gouvernementale «utilisée pour semer la terreur et détourner les soupçons concernant la responsabilité des forces armées dans la violation des droits humains lors du conflit», indique Amnesty International. Ces paramilitaires sont tenus responsables par l'ONU de 80 % des crimes et massacres perpétrés durant le conflit, contre 12 % pour les guérillas et 8 % pour l'armée. Dans le cadre du programme Justicia y Paz, Álvaro Uribe propose en 2006 une quasi-amnistie des AUC et obtient que 30 000 des membres de ces milices déposent les armes.
Près de 500 otages ont été libérés par des opérations de police en deux ans, et le nombre d'homicides est passé de 28 700 à 18 000 de 2002 à 2005. Les FARC ont progressivement été réduites et repoussées. En outre, plusieurs de ses chefs ont été tués par l'armée en 2008 et de nombreux militants ont déserté. Le 2 juillet 2008, il lance l'opération Jaque qui permet la libération de plusieurs otages des FARC dont Ingrid Betancourt. C'est pour lui une victoire personnelle à plus d'un titre car il parvient à faire libérer la célèbre otage, et ceci tout en restant jusqu'au bout sur sa position de refus de toute négociation avec l'organisation rebelle. Cette politique semble toutefois s’essouffler passé 2008, où les attaques se font plus nombreuses. En 2010, les pertes de l’armée sont supérieures à celles de 2002, quand Álvaro Uribe avait pris ses fonctions. Après le retrait d'Uribe en 2010, le gouvernement colombien, mené par l'ancien ministre Juan Manuel Santos, reconnait que les guérilleros ne sont plus sur la défensive et réévalue leur nombre à la hausse. Selon les données officielles publiées par l’armée colombienne, 5 000 militaires ont été tués et 16 000 blessés dans les combats avec les FARC entre 2002 et 2010.
Ces efforts contre la guérilla ont été accompagnés d'un prix humanitaire élevé. Depuis les années 1980, 6 200 000 personnes ont été victimes de déplacements forcés, dont plus de la moitié durant les années de présidence d'Álvaro Uribe. En 2011, après son passage à la tête du pays, la Colombie était devenue le pays au monde comptabilisant le plus grand nombre de déplacés internes devant le Soudan et l'Irak,.
Pour améliorer ses résultats en matière de lutte contre la guérilla, l'armée colombienne a procédé à des exécutions massives de civils, présentés comme des rebelles tués au combat. Si des exactions de ce genre existaient déjà auparavant, le phénomène s'est généralisé à partir de 2002, encouragé par les primes versées aux soldats et par une impunité quasi-absolue,. Le scandale, dit des faux positifs, éclate en 2008. La justice colombienne reconnait en 2021 au moins 6 402 civils exécutés par l’armée colombienne entre 2002 et 2008 afin d’être présentés fallacieusement comme des membres des guérillas,.
En 2010 une fosse commune contenant 2 000 cadavres est découverte à proximité d'une base militaire, dans le département du Meta. Il s'agit de la plus grande fosse commune découverte à ce jour[Quand ?] en Amérique du Sud.
430 syndicalistes ont été assassinés entre 2002 et 2008. Ce chiffre est toutefois moins élevé qu'autrefois, dans les années 1980 et 1990, mais la Colombie conserve son statut de pays le plus dangereux au monde malgré un taux de syndicalisation très faible (moins de 5 %) probablement directement imputable à ces multiples assassinats et à la terreur qu'ils inspirent. Selon un rapport d’Amnesty International de 2008 les paramilitaires restent les principaux responsables, mais l'armée et la police seraient tout de même à l'origine de 43 % des meurtres.

#### Manifestation des indigènes
En octobre 2008, 45 000 indigènes colombiens se rassemblent pour manifester contre la politique d'Uribe. Ce dernier les condamne, car ils ne coopèrent pas avec le gouvernement. Ceux-ci se sentent en fait pris entre les feux croisés des AUC, du FARC et de l'armée gouvernementale. Une vidéo diffusée sur CNN a montré des militaires visant les manifestants avec des tirs de fusil et abattre trois indigènes. Uribe, qui a d'abord nié ces faits, doit finalement les admettre face à l'évidence des informations de la chaîne américaine,. Quelques semaines plus tard l'un des meneurs du mouvement de protestation est abattu à un barrage militaire, dans ce qui semble avoir été une tentative de l'armée de présenter sa mort sous forme de faux positifs.

#### Politique étrangère
Álvaro Uribe se distingue de la plupart de ses homologues sud-américains par son soutien inconditionnel à la politique étrangère américaine. Il soutient ainsi l'invasion de l'Irak en 2003 et s'oppose à une reconnaissance diplomatique officielle de la Palestine par la Colombie. Un traité de libre-échange est signé avec le gouvernement George Bush en 2006 et est rapidement suivi d'un accord de coopération militaire pour permettre à l'armée américaine d'utiliser sept bases militaires en Colombie. Il s'associe également aux États-Unis dans la « guerre contre le terrorisme » et poursuit le « plan Colombie » contre la culture de la coca. Ce plan prévoit notamment l'aspersion par voie aérienne d'herbicide (glyphosate) pour détruire les champs de coca.

##### Rapports avec le Venezuela

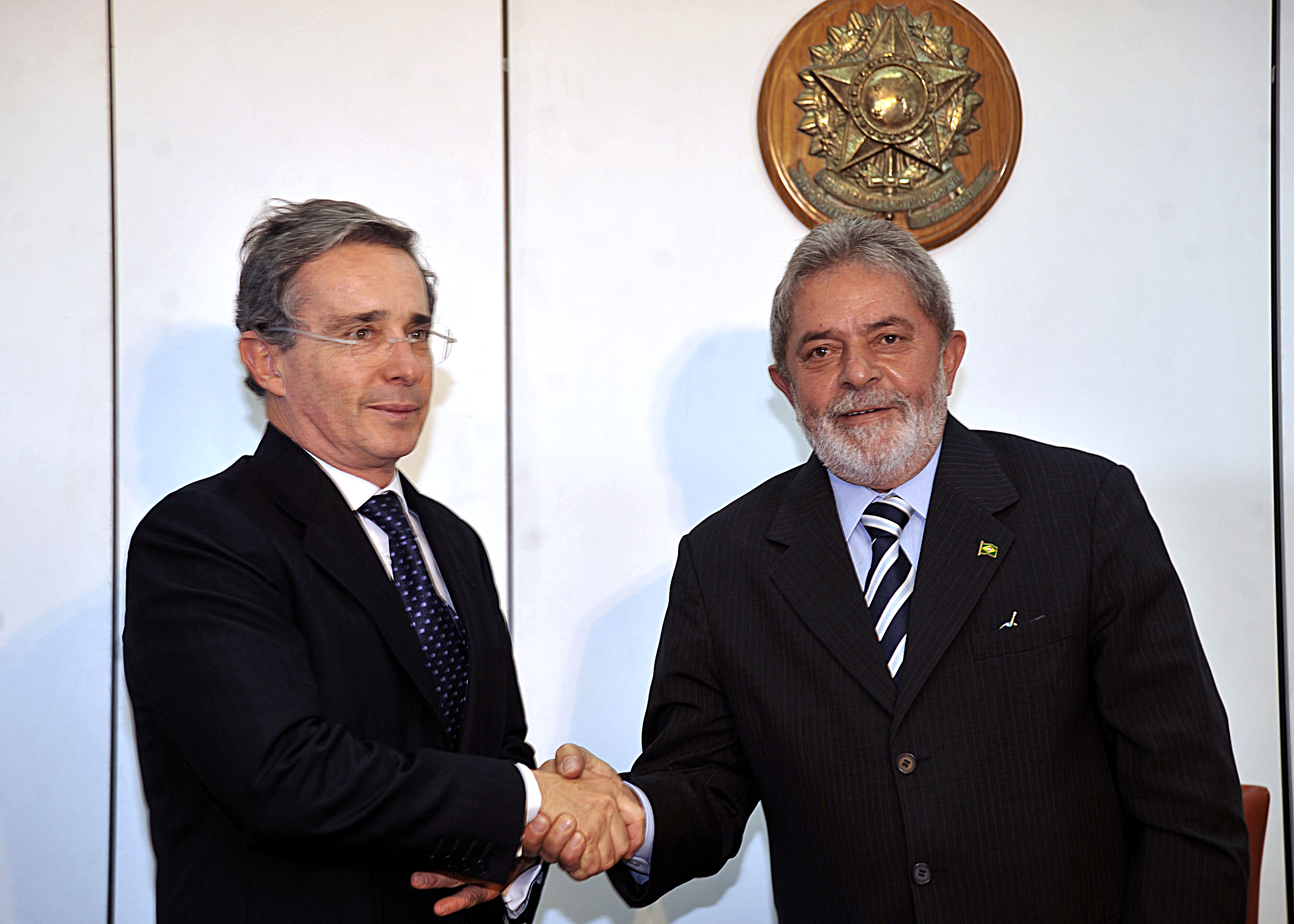
Álvaro Uribe et le président Lula en 2009.

Álvaro Uribe est une personnalité politique de droite fermement pro-américaine, alors que le président du Venezuela voisin, Hugo Chávez, mène une politique économique orientée à gauche et attaque verbalement l’interventionnisme militaire des États-Unis. L’antinomie de leurs politiques respectives entrainent de vives frictions diplomatiques entre les deux pays tout au long de la première décennie du vingt-et-unième siècle. Le gouvernement colombien accuse régulièrement les autorités vénézuéliennes de permettre l'action des rebelles colombiens, pour cause d'affinités idéologiques avec des mouvements insurgés bolivariens, alors que le gouvernement vénézuélien accuse Uribe et son gouvernement d’œuvrer à la déstabilisation du Venezuela en favorisant les activités des paramilitaires à la frontière et en offrant un appui à l'opposition anti-gouvernementale, notamment en recevant certains de ses leaders ou en permettant à des acteurs du coup d’État de 2002 de vivre en Colombie malgré les enquêtes portées à leur encontre par la justice vénézuélienne.
En 2004, 153 paramilitaires colombiens sont capturés au Venezuela en compagnie de plusieurs hauts officiers et accusés de préparer un coup d'État contre le gouvernement de Chávez.
En 2008, un bombardement opéré par l’armée colombienne du territoire équatorien pour détruire un campement de la guérilla, sans que les autorités équatoriennes n'en aient été préalablement averties, entraine une sérieuse crise diplomatique. L’Équateur dénonce une violation de sa souveraineté territoriale par la Colombie, tandis que le Venezuela dénonce également les agissements du gouvernement Uribe à l'encontre des pays frontaliers. Par la suite, les deux présidents se sont rencontrés et se sont officiellement réconciliés.
D'anciens responsables du DAS - service de renseignement colombien - ont déclaré devant la Cour suprême de justice, dans le cadre du procès sur les écoutes illégales, avoir espionné des officiels équatoriens et vénézuéliens après la crise de 2008, confirmant ainsi des informations parues dans la presse plusieurs années auparavant. Le gouvernement colombien nie la véracité de ces agissements,.
En juillet 2010, quelques jours avant le départ de la présidence d'Álvaro Uribe et l'investiture de Juan Manuel Santos, éclate une crise diplomatique entre la Colombie et le Venezuela. Hugo Chávez rompt en effet toutes relations avec la Colombie, après la présentation auprès de l'Organisation des États américains de documents (images satellites, coordonnées GPS, photos) qui visent à prouver la présence de 1 500 guérilleros sur le sol vénézuélien, ce qui est réfuté avec vigueur par Caracas. Estimant Álvaro Uribe « capable de n’importe quoi », Hugo Chávez ordonne le déploiement de forces armées le long de leur frontière commune pour prévenir d'éventuelles attaques aériennes contre le sol vénézuélien. Le président colombien conteste ces accusations et déclare : « La Colombie a eu recours aux voies du droit international et va continuer à faire appel à ces mécanismes pour que soient adoptés des instruments contraignant le gouvernement vénézuélien à remplir l'obligation de ne pas donner refuge à des terroristes colombiens »,.

#### Chuzadaset libertés de la presse
Dans les dernières années de présidence d'Uribe, un scandale d'écoutes illégales connu sous le nom de « Chuzadas (es) » vient interpeller la presse nationale. Effectuées par les services secrets, ces écoutes ont concerné des dizaines de journalistes, magistrats, hommes politiques d'opposition ou représentants d'ONG, dont plusieurs ont également fait l'objet de menaces de mort visant à les contraindre à abandonner leurs activités. Des ONG européennes figuraient aussi sur la liste des entités ciblées, avec apparemment pour objectif de les discréditer. Après qu'il a été reconnu que ces écoutes étaient commanditées depuis le palais Nariño, le président Uribe a nié en être à l'origine et son secrétaire privé, Bernardo Moreno, a été condamné en justice ,,.
Selon les classements établis annuellement par Reporters sans frontières (RSF) en matière de liberté de presse,la Colombie a été rétrogradée de la 114e à la 145e place mondiale entre 2002 et 2010[réf. nécessaire], tandis que la note que lui attribue l'ONG, traduisant l'indice de répression, est passée de 40,83 à 51,50 (0,00 correspondant à une liberté absolue) entre les dates concernées. RSF s'inquiète notamment du fait que plusieurs journalistes, comme Carlos Lozano, le directeur du journal communiste Voz, ou Daniel Coronell, directeur de Noticias Uno, aient été sujets à des menaces de mort, parfois suivies de tentatives d'assassinats, après avoir été publiquement dénoncés par le président comme des sympathisants des Farc en raison de critiques exprimées contre le gouvernement.

#### Politique économique
Álvaro Uribe s'est avant tout concentré sur les questions sécuritaires durant ses deux mandats, laissant l'économie au second plan. L'économiste Pedro Medellin note que le président colombien s'est « gardé de toute réforme structurelle qui pourrait affecter son capital politique » et a « tout particulièrement ménagé les grands groupes économiques liés aux médias ». La très attendue réforme du très inégalitaire système fiscal n'a ainsi jamais vu le jour.
Sa politique économique s'inscrit, dans l'ensemble, dans la poursuite des réformes néolibérales entamées par ses prédécesseurs, notamment par le biais de privatisations et de fermetures d’hôpitaux publics. À la fin de l'année 2002, le gouvernement Uribe a procédé à une réforme du travail qui a considérablement réduit la rémunération des heures supplémentaires, des heures de nuit et des jours fériés dans les entreprises. La Colombie est ainsi devenue l'un des pays offrant la plus grande flexibilité en matière d'embauche et d'horaires de travail. Le travail informel s'est accru sous l'ère Uribe et atteint, selon les données gouvernementales, 32,8 % de la population active en 2010. Ces travailleurs sont par conséquent soumis à une forte précarité, leurs revenus étant parfois inférieurs au salaire minimum, et ne cotisent souvent pas à une pension de retraite. Les investissements étrangers ont bondi de 50 %, tout particulièrement dans les secteurs minier et pétrolier, grâce à l'amélioration de la situation sécuritaire et à une politique économique dite « pro-business » (incitations fiscales, contrats de stabilité juridique, zones de libre-échange, avantages pour l'investissement en capital). Le taux de pauvreté a diminué de 53 % à 46 % en huit ans.
Au cours de ses mandats l'économie colombienne s'est développée au rythme de 4,3 % de croissance annuelle moyenne, notamment grâce à une conjoncture économique favorable et aux investissements étrangers. Ce taux, appréciable, est néanmoins inférieur à la moyenne latino-américaine qui s'établissait à 5,5 % ; et le chômage s'est maintenu à un niveau relativement élevé : oscillant entre 11 % et 12 % durant l'essentiel (2005 à 2010) des années de pouvoir d'Uribe. Le taux de chômage en Colombie dépasse ainsi assez nettement ceux du Venezuela, de l'Équateur, du Pérou ou autres voisins de la Colombie. Par ailleurs la Colombie s'est endettée ; alors que la dette publique colombienne s'élevait à 52 % du PIB en 2003, elle atteint 72 % en 2010.
À la fin de sa présidence en 2010, la BBC écrit : « Après huit ans de gouvernement d'Álvaro Uribe, la Colombie est la championne d'Amérique latine en matière d'investissements étrangers, mais aussi de chômage. Malgré la bonne croissance économique et la baisse de l'inflation, le pays reste l'un des plus inégalitaires au monde. »

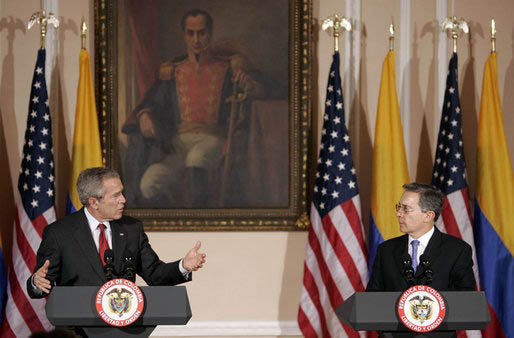
Álvaro Uribe et George W. Bush en 2007.

#### Popularité

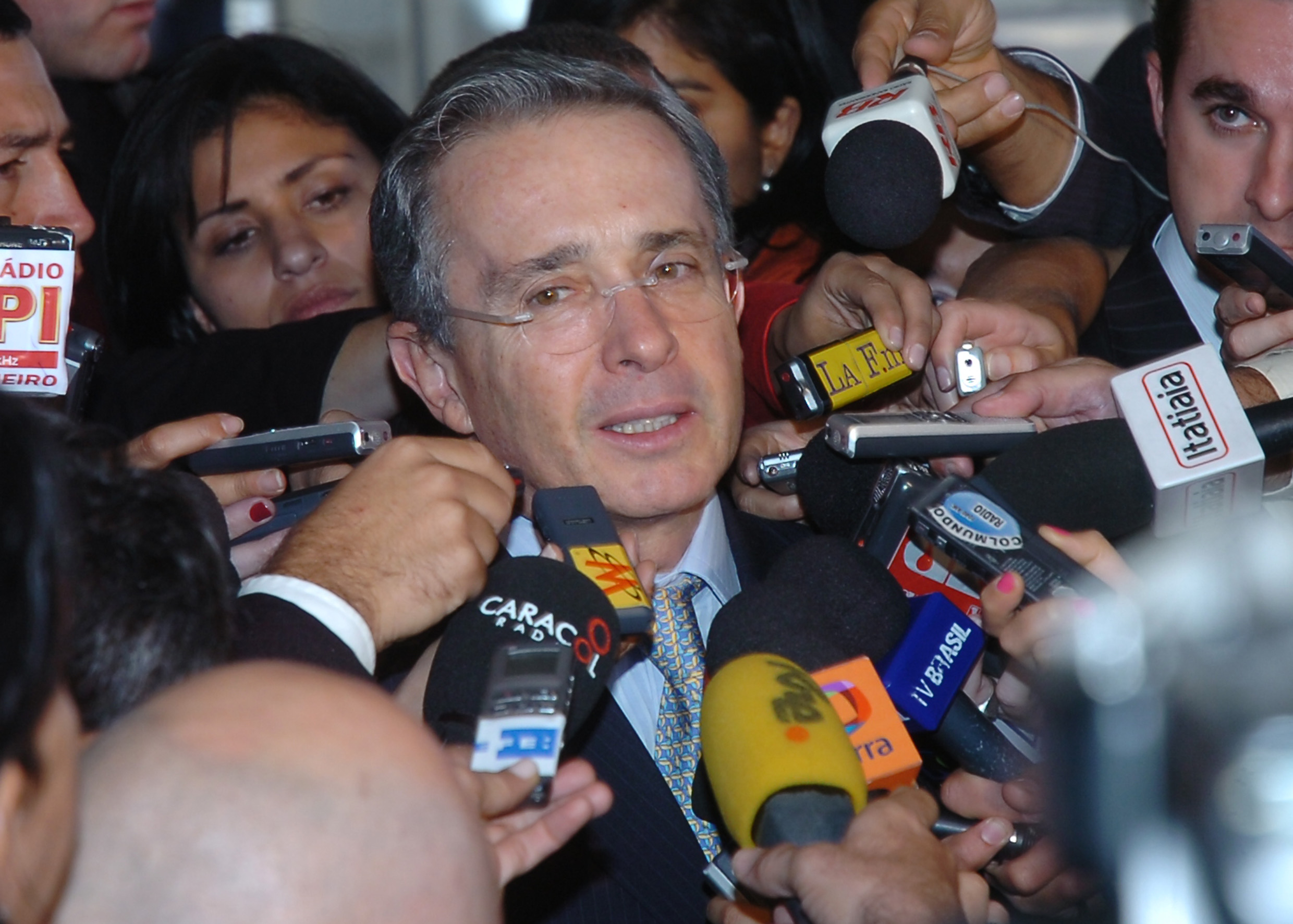
Álvaro Uribe en 2008.

La gestion présidentielle d'Álvaro Uribe jouit d'une large approbation populaire. Selon la revue Semana et le journal « El Tiempo », en janvier 2008, Uribe a battu le record d'acceptation populaire en Colombie avec 80 % ,. De même, le journal français Le Monde indique que pour l'immense majorité de ses compatriotes, il est « le meilleur président que la Colombie ait jamais eu ». Pour l'année 2003, il avait déjà atteint une popularité de 70 % selon la revue de presse Latin Reporters.
La forte popularité du président Uribe est due à ses réussites en matière de sécurité. Le fait que deux millions de Colombiens aient manifesté contre la violence en février 2008 est un atout important pour Uribe, le premier président à avoir fait de la lutte contre-insurrectionnelle son objectif primordial. Le premier aussi à avoir neutralisé une partie des paramilitaires, y compris dans les rangs de son parti et de l'État,.
Cependant, s'agissant de la popularité d'Álvaro Uribe, ses opposants mettent en doute la fiabilité des sondages réalisés sur la question. En effet, la famille du vice-président Francisco Santos et du ministre de l'intérieur Juan Manuel Santos est l'actionnaire principal du journal El Tiempo qui publie les enquêtes de popularité . Ces dernières, comme pour tous sondages en Colombie, ne sont d'ailleurs réalisées qu'auprès des habitants des plus grandes villes et ne comprennent donc pas l'opinion des populations rurales, les plus affectées par la guerre et la pauvreté. Le journaliste Maurice Lemoine, ancien rédacteur en chef du Monde diplomatique, souligne également que la popularité du président ne se retrouve pas dans les urnes, où le taux d'abstention évolue entre 50 et 80 % du corps électoral.
Fin 2021, la popularité de l'ancien président est tombée à 19 % d'opinions favorables, contre 67 % d'opinions défavorables.

### Après la présidence
Álvaro Uribe cède le pouvoir en 2010, après que la Cour suprême de Colombie, sur fond de suspicions d'achats de parlementaires pour obtenir leurs votes, lui a refusé de faire modifier une nouvelle fois la Constitution pour lui permettre de briguer un troisième mandat présidentiel.
Son ancien ministre de la Défense nationale, Juan Manuel Santos, est élu à sa succession. Néanmoins, les relations entre les deux hommes se détériorent significativement après que le nouveau président colombien a accepté la proposition des FARC d’impulser de nouvelles négociations de paix. Uribe qualifie son ancien ministre de « traître » et constitue avec ses partisans le parti Centre démocratique pour combattre activement les négociations. Il affirme également que les guérilleros forceraient la population à voter pour Santos. De son côté, après plusieurs agressions dont ont été victimes ses partisans, Santos déclare que le Centre démocratique est un mouvement d’extrême droite néo-nazi. Le commandant des FARC, Timoleon Jiménez, lui propose de mettre de côté « fiertés et haines » et de le rencontrer pour « discuter de l'avenir du pays »
Álvaro Uribe retrouve son siège au Sénat lors des élections générales de 2014. Il mène la campagne du « non » à la ratification par référendum du traité de paix de La Havane entre les FARC et le gouvernement. Finalement, le « non » l'emporte de justesse (50,2 % des voix) sur fond de forte abstention.
Lors de l’élection présidentielle de 2018, le candidat issu de son parti, Iván Duque, l’emporte au second tour sur le candidat de gauche, Gustavo Petro. Álvaro Uribe est depuis lors considéré comme le véritable homme fort de la Colombie. Le chef de l’État Iván Duque, moqué par ses détracteurs comme la « marionnette d’Uribe », était presque inconnu avant son élection, remportée grâce à l’aura de l’ex-président. Son groupe parlementaire domine le Congrès bicaméral, grâce à des alliances avec d’autres partis de droite.

### Assignation à résidence
Le 4 août 2020, Álvaro Uribe annonce que la Cour suprême de justice a ordonné sa mise en détention dans le cadre d'une enquête pour subornation de témoins et fraude. Il est alors assigné à résidence à El Uberrimo, sa vaste hacienda du département de Córdoba, dans le nord de la Colombie. Aux quelque 300 soldats et policiers spécialement affectés à sa sécurité s’ajoutent des dizaines de gardiens de l’Institut national pénitentiaire,.
Outre cette affaire, l'ancien président est mis en cause dans une cinquantaine de procédures judiciaires concernant ses relations avec les ex-paramilitaires et sa complicité dans divers massacres. Dans les affaires l’impliquant, une dizaine de témoins clés ont été assassinés. Il démissionne le 18 août de son poste de sénateur afin que son cas soit remis à la justice ordinaire qu’il sait lui être plus favorable.
Le chef de l'État, Iván Duque, a affirmé croire « en l’innocence et l'honorabilité d'Álvaro Uribe » et appelé la justice à le remettre en liberté. Le président américain Donald Trump a aussi apporté son soutien à Álvaro Uribe, félicitant sur Twitter ce « héros » et « allié dans la lutte contre le “castrochavisme” ». Il bénéficie également du soutien des principaux médias colombiens, largement en sa faveur dans le traitement de l’affaire.
Son assignation à résidence est levée deux mois plus tard, le 11 octobre 2020, sans toutefois que la justice se soit prononcée sur le fond de l'affaire.
Le 1er août 2025, Álvaro Uribe est condamné à 12 ans d'assignation à résidence pour entrave à la justice et subornation de témoins, devenant le premier ex-chef d'État condamné et privé de liberté en Colombie'. Après l’annonce de la condamnation, la juge en charge du procès s’est vue attribuer une protection personnelle renforcée ainsi qu’à sa famille, après avoir reçu des menaces de la part de paramilitaires la visant directement tout comme la révélation, sur les réseaux sociaux, du domicile de certains de ses proches.
Álvaro Uribe publie au lendemain de sa condamnation une vidéo dans laquelle il appelle à constituer un « gouvernement de transition » qui ne soit pas gouverné par « des criminels ». Il reçoit de nombreux soutiens au sein de la droite latino-américaine et aux États-Unis. Le secrétaire d’État américain, Marco Rubio, le soutient publiquement, l’estimant victime de « juges radicaux ». En parallèle, l'un des fils de l'ancien président, Tomás Uribe, s’est réuni avec le député américain Mario Díaz-Balart, qui a déclaré que « les violations persistantes de l’État de droit en Colombie sont scandaleuses et constituent une menace sérieuse pour les relations entre les États-Unis et la Colombie ». Vingt-huit ex-présidents, dont Iván Duque (Colombie), Mauricio Macri (Argentine), Lenín Moreno et Guillermo Lasso (Équateur), Vicente Fox et Felipe Calderón (Mexique), Juan Guaidó (Venezuela) mais aussi les Espagnols José María Aznar et Mariano Rajoy, apportent leur soutien à ce « Colombien exemplaire » dans une tribune publiée dans la presse colombienne. Les autorités colombiennes ont, pour leur part, condamné les tentatives d'ingérences des États-Unis dans la procédure judiciaire.
Son assignation a résidence est levée le 20 août dans un contexte de pressions américaines sur le système judiciaire colombien.

## Controverses

### Relations avec le commerce de drogue
Dans un document officiel classé « sans vérification finale », datant de 1991 et rendu par la Defense Intelligence Agency (DIA), Álvaro Uribe figure au numéro 82 d'une liste comportant les noms des plus importants trafiquants de drogue recensés en Colombie. Uribe y est décrit comme collaborateur du cartel de Medellín et ami intime de Pablo Escobar ; il est également accusé de posséder des intérêts financiers dans des entreprises se livrant au trafic de drogue et aurait aidé le cartel en ce qui concerne les lois sur l'extradition. Dans la même liste apparaissent Pablo Escobar, Carlos Castaño et d'autres personnalités colombiennes. Álvaro Uribe ne s'est jamais exprimé ouvertement en défaveur de ces lois mais a fait reculer le vote de ladite loi après les élections nationales de 1990, et s'est « attaqué à toutes les formes du traité d'extradition ». La publication de ce document a entraîné une intense controverse et des explications du département d'État américain qui a rejeté l'information au motif que le document a été établi « sans vérification finale exigée ». L'information a été qualifiée comme incomplète et comportant des erreurs par des organismes d'État des États-Unis,. Le rapport a néanmoins été jugé suffisamment fiable pour être utilisé lors de procès contre des narcotrafiquants qui y étaient mentionnés,.
En 2002, alors que se produisait la campagne présidentielle, Fernando Garavito Pardo (es), journaliste du quotidien El Espectador, réalise une enquête redécoupée en cinq parties concernant les accointances supposées entre le candidat Uribe et les milieux paramilitaires et narcotrafiquants. Dès la diffusion de la première enquête, le journaliste est ciblé par des menaces de mort et est contraint de quitter la Colombie. Les enquêtes suivantes n'ont pas été diffusées .
Le 20 février 2007, Clarín, quotidien argentin, a publié un article de Pablo Biffi intitulé « les liens d'Uribe ». Le journaliste y cite comme source certains moyens de communication pour suggérer d'éventuelles relations illégales, dans le passé, entre Álvaro Uribe, le cartel de Medellín et les paramilitaires.
L’accusation concernait notamment des permis accordés par Uribe (environ 200) – lorsqu’il était directeur de l’aéronautique colombienne - à des avions du narcotrafiquant Pablo Escobar. L'ambassade de Colombie en Argentine a indiqué qu'Uribe avait déjà répondu aux mêmes accusations depuis le 19 février 2002, dans une entrevue accordée au journal colombien El Espectador. Il avait alors clarifié :

« Lorsque j’étais directeur de l'Aéronautique colombienne, aucune démarche ne pouvait être traitée sans que celle-ci ne satisfasse deux conditions : le certificat de stupéfiants établi par  le Ministère de la Justice colombienne et l'approbation de la Brigade de la Juridiction. En outre, toute autorisation d'opération aérienne requérait une audition publique (...) Il est très facile de se rendre aux archives pour voir quelles autorisations ont été accordées durant cette période, et d'établir la liste des irrégulières. »

— Álvaro Uribe, Communiqué de presse samedi 24 février 2007, 
Álvaro Uribe a en effet rencontré Pablo Escobar, à une époque où, en Colombie, ce type de rencontre avec les dirigeants politiques de son département était chose courante. De très nombreux politiciens colombiens recevaient effectivement un financement des cartels de drogue, ce qui produira notamment le scandale du « Procès 8000 » en 1996. Cependant, alors que ce dernier concernait le cartel de Cali, Uribe aurait lui été affilié au cartel de Medellín.
Álvaro Uribe a également fait référence aux accusations selon lesquelles lui-même et son père, Alberto Uribe Sierra, étaient proches de la famille Ochoa – groupe de narcotrafiquants du cartel de Medellín - et qui affirmaient que son extradition avait été demandée par le gouvernement américain, comme il est rapporté dans les Cavaliers de la Cocaïne, de Fabio Castillo. Uribe a déclaré qu'il avait demandé au Procureur général, élu par le Sénat, d’étudier les dénonciations que contient ce livre. Il a souligné que les recherches effectuées sur son activité politique ont abouti à la conclusion qu'il y était toujours transparent.
En ce qui concerne la relation avec les Ochoa, Uribe a dit que :

« Ce qui nous unissait n'était pas le trafic de drogue mais les chevaux. Quand j'étais enfant, la passion équestre était un motif de fierté dans le département d’Antioquia. Elle n’avait aucune des connotations qu'elle a postérieurement acquises. Mon père et Fabio Ochoa étaient amis et rivaux à cette époque. Mes frères et moi-même prenions part à des foires équines en concourant contre ses fils durant les années 60 et 70. C'était un monde sain, fait de propriétés, de « tiple », d'eau-de-vie fine et de poésie. Ensuite, par des circonstances connues, chaque famille a pris des chemins différents. Malgré cela, et bien que mon père ait été assassiné par les FARC, il y a déjà 19 ans, la légende de l'amitié entre mon père et monsieur Fabio Ochoa est restée dans l'air. »

— Alvaro Uribe en février 2002, 
En 2012, Dolly Cifuentes Villa et Ana María Uribe Cifuentes, respectivement belle-sœur et nièce de l'ancien président, sont extradées vers les États-Unis pour trafic de cocaïne en relation avec le cartel de Sinaloa.

### La parapolitique

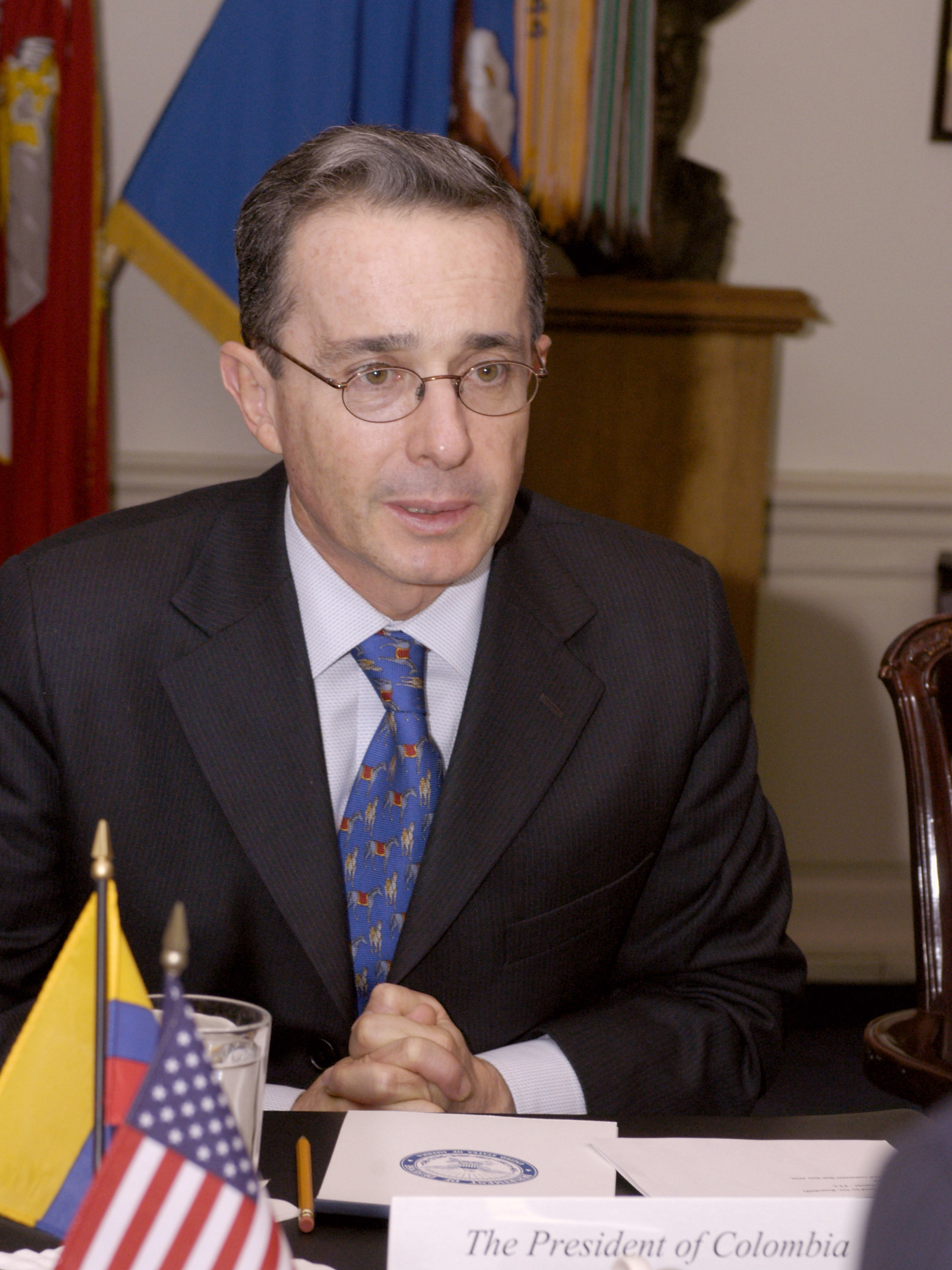
Álvaro Uribe en 2004.

Lors de l’élection présidentielle de 2002, Álvaro Uribe aurait bénéficié de l'aide des paramilitaires, qui auraient intimidé la population afin de le faire élire. Il était également considéré par Carlos Castaño (n°1 de la milice paramilitaire AUC) comme étant « l'homme le plus proche de notre philosophie » des candidats à la présidence.
Une vidéo le montre apparaitre aux côtés d'un chef paramilitaire du Magdalena Medio, en octobre 2001. Salvatore Mancuso (n°2 de la milice paramilitaire AUC) revendique après son extradition avoir rencontré plusieurs fois Uribe lorsque ce dernier était gouverneur d'Antioquia et participé à sa campagne présidentielle en 2002. Les anciens sénateurs Miguel de La Espriella (es) et Eleonora Pineda (es), qui avaient durant cette période été de proches collaborateurs du candidat Uribe et entretenaient parallèlement des relations avec les AUC, affirment que le futur président était informé du soutien que lui procuraient les paramilitaires.
Depuis 2006, le « scandale de la parapolitique » éclabousse une grande partie de la classe politique libérale et conservatrice. La ministre des Affaires étrangères, María Consuelo Araújo, a été contrainte de démissionner en février, à la suite des révélations accusant son père et son frère d'être en liaison avec les paramilitaires. 63 congressistes ont été identifiés par la Cour suprême de justice dans le scandale de la parapolitique, dont 32 sont aujourd'hui en détention. En avril 2008, l'ancien sénateur Mario Uribe Escobar (es), cousin germain du président Uribe, qui a dû démissionner en 2007 de son poste de sénateur en raison de ses liens avec les paramilitaires, est détenu à la prison de Bogota. Mario Uribe est le cofondateur du parti Colombia Democratica, dont la totalité des élus au Parlement sont, en 2008, emprisonnés. Afin de faire sortir son cousin de prison, le président colombien a fabriqué un faux cas de manipulation de témoins contre le magistrat chargé de l'investigation afin de le discréditer et de l'incriminer avec de fausses preuves.
Álvaro Uribe a révélé, le 23 avril 2008, à la radio privée Caracol, qu'une enquête avait été ouverte contre lui dans le cadre de l’investigation sur le massacre d’Aro de 1997 au cours duquel 15 paysans accusés d’aider les guérilleros des FARC avaient été tués par les paramilitaires avec l’aide de l’armée colombienne. Les autorités locales, dont Alvaro Uribe qui occupait à l'époque le poste de gouverneur régional, avaient été alertées de l’imminence du massacre et sont accusées d'avoir abandonné la population aux paramilitaires. Uribe aurait par la suite tenté d’empêcher le déroulement de l’enquête.
L'ordinateur de Jorge 40, chef du Bloc nord des AUC, découvert dans le cadre du scandale de la parapolitique, a révélé l'existence de fraudes électorales commises au profit d'Uribe en 2002 et en 2006. Selon des déclarations de Rafael García, ancien chef du service informatique du DAS (services de renseignement colombiens), Jorge Noguera, l'ancien chef du DAS aujourd'hui sous les verrous, aurait, début 2006, remis une liste comportant les noms de 24 dirigeants syndicaux au Bloc Nord des AUC, dirigé par Jorge 40. Plusieurs des personnes figurant sur la liste ont été tuées, menacées ou soumises à un processus judiciaire arbitraire.
En février 2016, son frère, Santiago Uribe, fait l'objet d'une arrestation par la police pour sa collaboration avec le groupe paramilitaire Los Doce Apostoles (Les douze apôtres) qui se livrait à des assassinats de délinquants et de sympathisants supposés de la guérilla. Des témoins sont assassinés ou menacés.
Álvaro Uribe est entendu par la justice en novembre 2023 concernant le massacre de El Aro, remontant à octobre 1997 lorsqu’il était gouverneur d'Antioquia. Des paramilitaires avaient attaqué ce village, torturé et tué 16 paysans, et provoqué le déplacement forcé d'un millier de personnes. Des documents déclassifiés du Pentagone et de l'ambassade des États-Unis publiés en 2020 par des chercheurs de The National Security Archive ont confirmé les liens de l'ancien gouverneur avec les paramilitaires de la région. La juridiction spéciale pour la paix (JEP) a aussi permis de réunir de nouveaux éléments comme le témoignage de l'ex-chef paramilitaire Salvatore Mancuso, selon lequel Álvaro Uribe avait donné son accord pour ce massacre. L'hypothèse d'une condamnation de l'ancien président est cependant jugée improbable en raison des appuis dont il bénéficie. La politologue colombienne Diana Maria Salcedo précise qu'il est « très difficile d'enquêter sur lui. Ses soutiens ont beaucoup de poids dans la vie politique et économique. Beaucoup de preuves ont disparu et des témoins ont cessé de parler. » 
En mai 2024, Álvaro Uribe est accusée par le parquet colombien d'avoir « offert de l'argent liquide et autres avantages à certains témoins de faits délictueux pour qu'ils occultent la vérité » dans une affaire qui le lie à des groupes paramilitaires.

## Divers
Après son départ du pouvoir, les deux responsables successifs de la sécurité de la Casa de Narino (demeure des présidents colombiens en exercice) en fonction durant ses mandats, sont inquiétés par la justice. L'un, le général Mauricio Santoyo, est extradé vers les États-Unis où il est condamné à 12 ans de prison pour trafic de drogue, et le second, le général Flavio Buitrago, est arrêté sur des accusations de blanchiments d'argent et de liens avec le narcotrafic.
Des syndicalistes de mines d'or à Ségovia accusent l'ancien président du vol de leurs mines. Les origines de l'affaire remontent en 1979, où les propriétaires des mines, les actionnaires américains et britanniques de la multinationale Frontino Gold Mines, décident de se retirer de Colombie et cèdent les mines aux travailleurs en lieu et place d'années de salaires impayées. Mais le gouvernement colombien, censé communiquer la nouvelle aux employés de ces mines (qui n'avaient aucunement été consultés par la Frontino), maintient le document relatif à la transaction secret. Durant les années qui suivent elles seront administrées par différents gérants locaux, dont le paramilitaire « Le macaque (es) ». Néanmoins, des syndicalistes parviennent en 2000 à retrouver le document et entament une procédure judiciaire pour le faire reconnaitre par l’État. Ils se trouvent alors confrontés au président Alvaro Uribe qui fait casser toutes les décisions de justice favorables aux travailleurs, extrade Macaco vers les États-Unis, place les mines sous contrôle de l’État, et s'entoure sur ce dossier d'une équipe de quatre conseillers dont trois sont d'anciens proches du paramilitaire. Finalement, les mines sont vendues à une multinationale nouvellement créée, dont on retrouve parmi sa direction Mario Pacheco, ancien directeur de campagne d'Uribe ; Hernán Martínez (es), ministre des Mines sous Uribe ; ainsi que María Consuelo Araújo, qui était ministre de la Culture sous Uribe,.
Son ministre de l'Agriculture Andrés Felipe Arias (en fuite aux États-Unis), qui avait un temps été envisagé comme son successeur à la présidence, est condamné en 2014 à 17 ans de prison pour des détournements de fonds lorsqu'il travaillait au gouvernement. Les anciens ministres Sabas Pretelt (Intérieur et Justice) et Diego Palacio (Santé) sont condamnés l'un et l'autre à 6 ans et 8 mois de prison pour corruption en 2015. Un ancien secrétaire du président, Alberto Velásquez, est condamné à 5 ans pour la même affaire. Dans le cadre du scandale de corruption international Odebrecht, les anciens membres du gouvernement Óscar Iván Zuluaga (ministre des Finances) et Gabriel García (sous-ministre des Transports) sont mis en cause par la justice en 2017.